# All My Words
《All My Words》是中国大陆演员刘亦菲的首张日语专辑，于2006年9月6日在日本发行，署名为（“Yifei”的片假名音译）。

## 概要
- 本专辑所有歌曲均由日本和欧美著名音乐家联手打造，融合了各种不同的音乐风格，从而使专辑更加国际化。
- 专辑封面和内页是由日本著名摄影师在横滨和周边的小岛上拍摄。
- 专辑中收录了刘亦菲出道单曲《深夜之门》中的同名主打歌。
- 国语同名专辑《刘亦菲》中收录的部分歌曲翻唱自本专辑，不过其发行时间要稍早一些。
- 该专辑另外发行有韩国版。

## 收录曲目
1. 真夜中のドア (深夜之门) [3:25]
作词：MIZUE（日语：MIZUE）／作曲：中野雄太（日语：中野雄太）／编曲：大友光悦
  - 日本动画片《飞天小女警Z》第一期片尾曲。
  - 中文：泡芙女孩
2. 恋する週末 (恋爱周末) [3:53]
作词：／作曲：豆田将、／编曲：大友光悦
3. HAPPINESS [4:47]
作词：市川喜康（日语：市川喜康）／作曲：市川喜康／编曲：ha-j（日语：ha-j）
4. 愛のミナモト (爱的港口) [5:15]
作词：川村结花（日语：川村結花）／作曲：川村结花／编曲：大友光悦
  - 中文：就要我滋味
5. どこまでも ひろがる空に向かって (天涯海角 广阔青空) [4:22]
作词：松井五郎／作曲：中野雄太／编曲：中野雄太
  - 中文：放飛美麗
6. テノヒラノカナタ  (掌心彼端) [5:10]
作词：C.Piece／作曲：Gajin（日语：Gajin）／编曲：大友光悦
中文：一克拉的眼淚
7. My sunshiny day [3:56]
作词：森由里子（日语：森由里子）／作曲：Joey Carbone（日语：ジョーイ・カーボーン）、Anthony Mazza／编曲：CMJK
8. 世界の秘密 (世界的秘密) [4:10]
作词：上田现（日语：上田現）／作曲：上田现／编曲：上田现
  - 中文：世界的秘密
9. CLOSE TO ME [3:33]
作词：／作曲：Solaya（日语：Solaya）／编曲：大友光悦
  - 中文：毛毛雨
10. 月の夜 (月夜) [4:34]
作词：浅田信一（日语：浅田信一）／作曲：泽野弘之／编曲：泽野弘之
  - 中文：幸運草
11. スピード (速度) [4:27]
作词：大友光悦／作曲：松本良喜（日语：松本良喜）／编曲：石塚知生
12. Pieces of my words 〜言の花〜 (Pieces of my words ～花语～)[3:55]
作词：Kenn Kato（日语：Kenn Kato）／作曲：Solaya／编曲：大友光悦